# LomonBillions Group

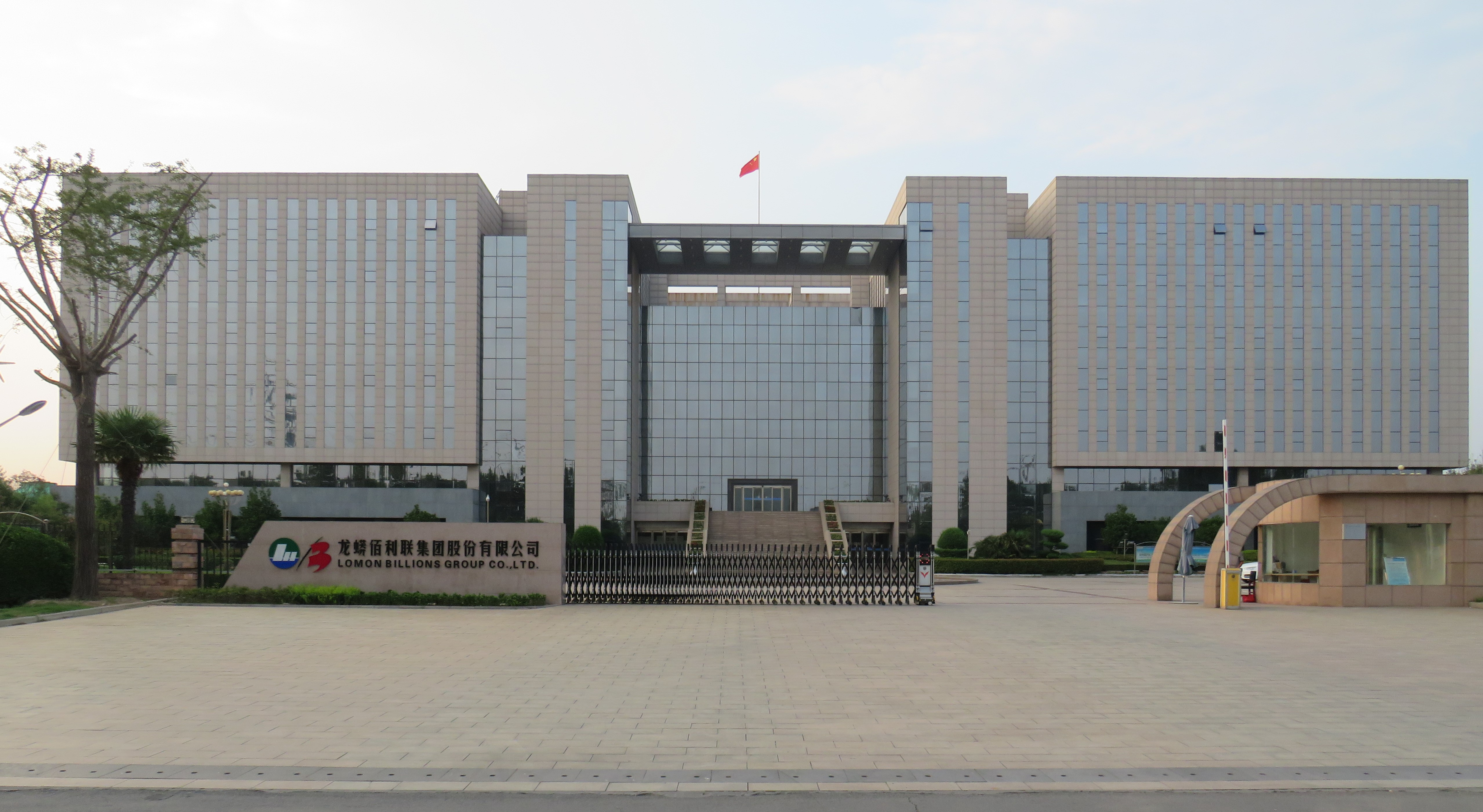
Haupttor in Jiaozuo

LomonBillions (LomonBillions Group Co. Ltd.) ist ein chinesisches Unternehmen mit Geschäftsstellen in den Vereinigten Staaten (Rosemont), England (Stockton-on-Tees) und China (Jiaozuo, Deyang, Xiangyang, Panzhihua). Das Kerngeschäft des Konzerns ist die Herstellung von Titandioxid für verschiedene Anwendungsbereiche. Das Unternehmen hat seinen Hauptsitz und seine Verwaltung in Jiaozuo (Henan). Derzeit beschäftigt LomonBillions rund 10.000 Mitarbeiter weltweit.

## Geschichte
LomonBillions ist das Ergebnis der Fusion von zwei führenden Herstellern von Titandioxid in Asien (Henan Billions und Sichuan Lomon) im Jahr 2016. Die Geschichte von Henan Billions reicht bis in das Jahr 1955 zurück, als unter dem Namen Jiaozuo Sulphur Mine seine Tätigkeit begann. Die Hauptgeschäftstätigkeit des Unternehmens war zu diesem Zeitpunkt die Herstellung von Schwefelverbindungen in kleinem Maßstab.
Derzeit ist das Unternehmen der größte Hersteller von Titandioxid in Asien und der drittgrößte Produzent der Welt.

## Unternehmenskäufe
Das Unternehmen hat den in Yunnan ansässigen Titandioxid-Hersteller Yunnan Metallurgical Xinli Titanium Industry Co. Ltd. kürzlich übernommen.